# Амблан-э-Велот
Амбла́н-э-Вело́т (фр. Amblans-et-Velotte) — коммуна во Франции, находится в регионе Франш-Конте. Департамент — Верхняя Сона. Входит в состав кантона Люр-Нор. Округ коммуны — Люр.
Код INSEE коммуны — 70014.

## География
Коммуна расположена приблизительно в 330 км к юго-востоку от Парижа, в 60 км северо-восточнее Безансона, в 21 км к востоку от Везуля.
По территории коммуны протекают небольшие реки Велот (фр. Velotte) и Разу (фр. Razou).

## Население
Население коммуны на 2010 год составляло 389 человек.
| 1962 | 1968 | 1975 | 1982 | 1990 | 1999 | 2010 |
| ---- | ---- | ---- | ---- | ---- | ---- | ---- |
| 279  | 278  | 255  | 258  | 281  | 288  | 389  |

## Экономика
В 2010 году среди 248 человек трудоспособного возраста (15—64 лет) 169 были экономически активными, 79 — неактивными (показатель активности — 68,1 %, в 1999 году было 70,1 %). Из 169 активных жителей работали 160 человек (85 мужчин и 75 женщин), безработных было 9 (2 мужчины и 7 женщин). Среди 79 неактивных 27 человек были учениками или студентами, 30 — пенсионерами, 22 были неактивными по другим причинам.

## Достопримечательности
- Фонтан и общественная прачечная (1825—1840 годы). Исторический памятник с 1986 года[3]
- Колодец в Амблане (1834—1835 годы). Исторический памятник с 1986 года[4]
- Колодец в Велоте (XIX век). Исторический памятник с 1986 года[5]

## Фотогалерея

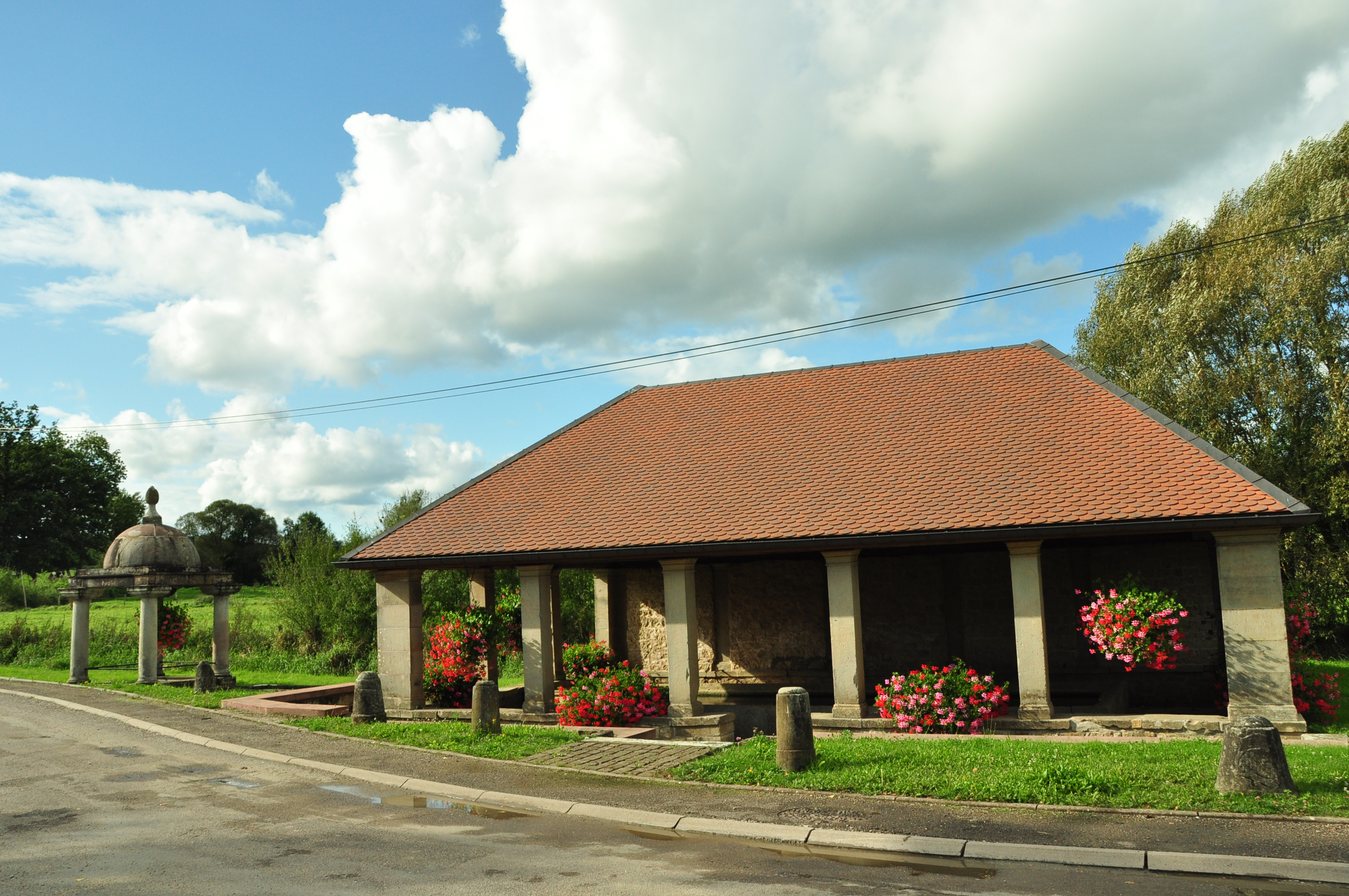
Фонтан и общественная прачечная
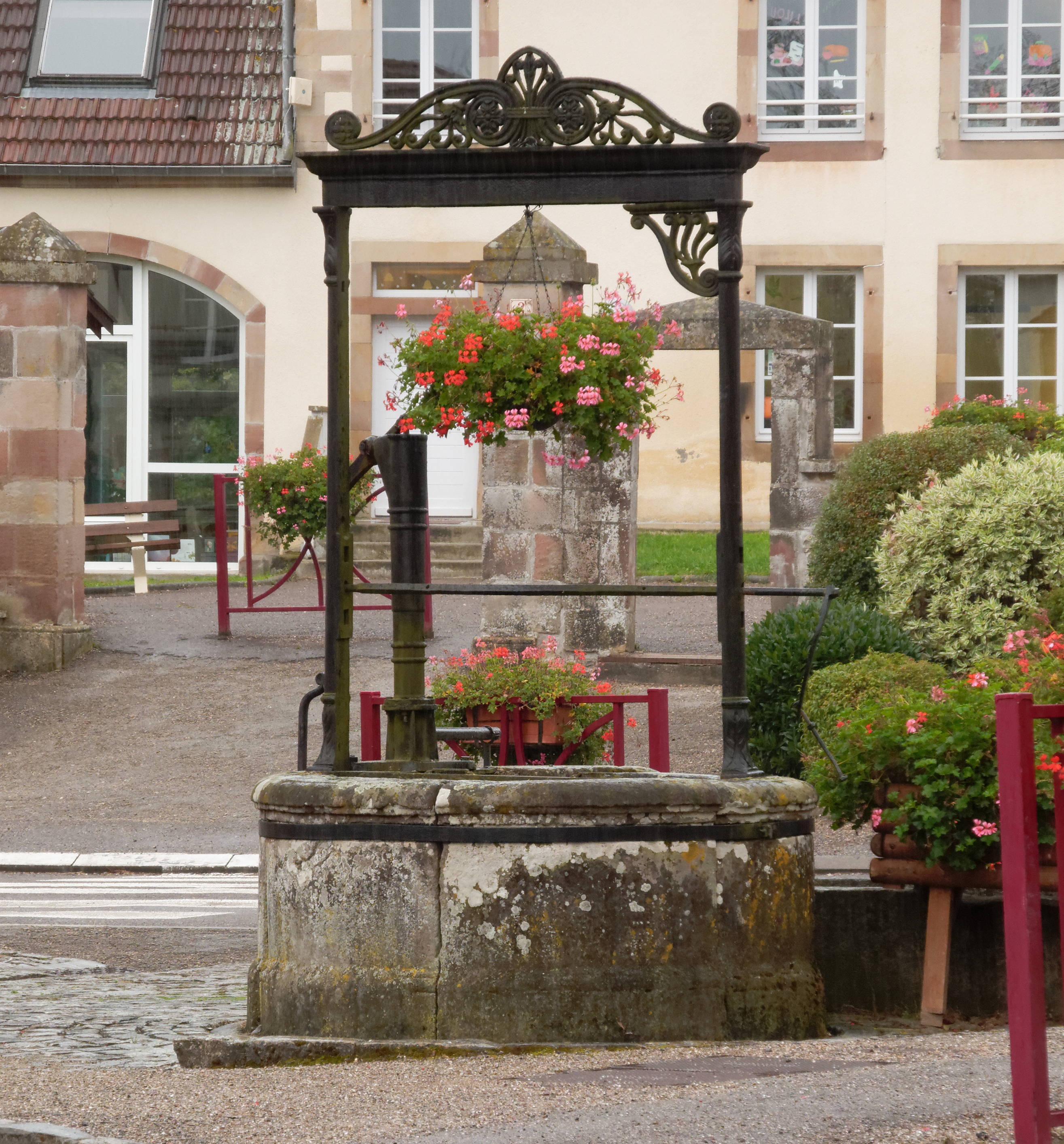
Колодец в Амблане
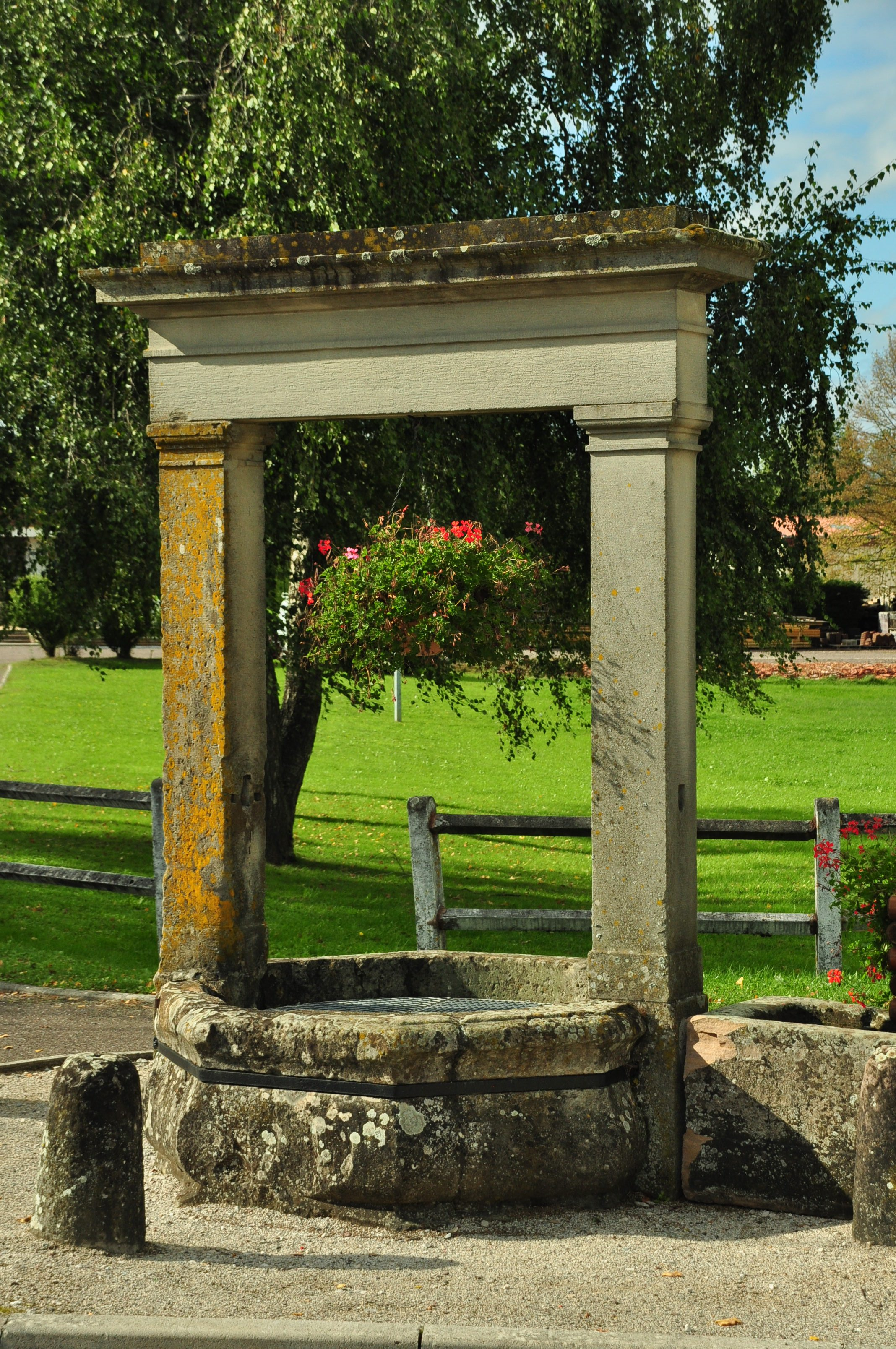
Колодец в Велоте
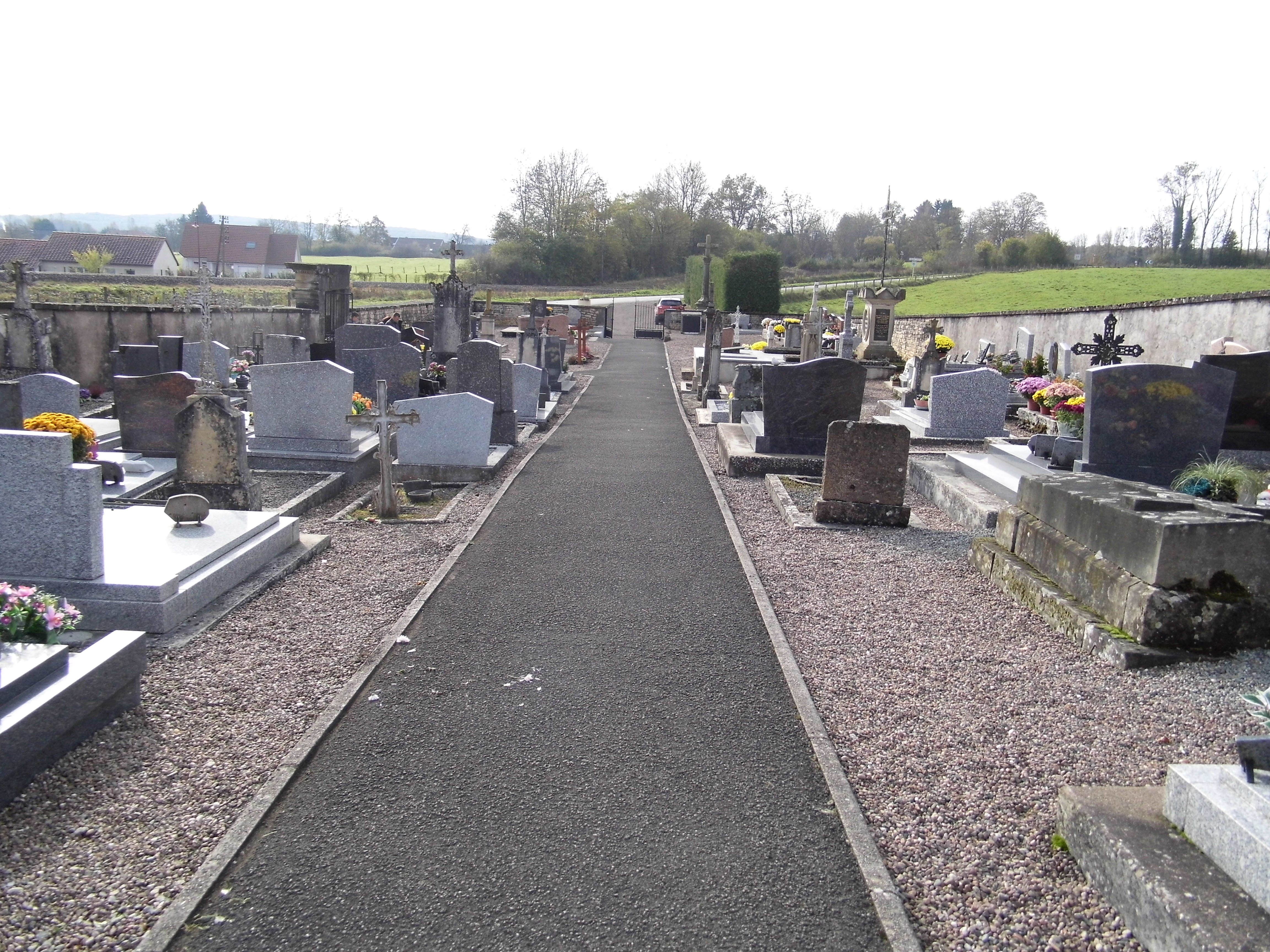
Кладбище